# Crevoladossola
Crevoladossola là một đô thị ở tỉnh Verbano-Cusio-Ossola trong vùng Piedmont, có cự ly khoảng 130 km về phía đông bắc của Torino và khoảng 30 km về phía tây bắc của Verbania. Tại thời điểm ngày 31 tháng 12 năm 2004, đô thị này có dân số 4.765 người và diện tích là 39,7 km².
Đô thị Crevoladossola có các frazioni (đơn vị cấp dưới, chủ yếu là các làng) Preglia, Caddo, Bosco, và Barro.
Crevoladossola giáp các đô thị: Bognanco, Crodo, Domodossola, Masera, Montecrestese, Trasquera, Varzo.